# United States Marine Corps Designated Marksman Rifle
O United States Marine Corps Designated Marksman Rifle (DMR; mais formalmente, United States Rifle, Caliber 7.62 mm, M14, DMR) é um fuzil semiautomático operado a gás e de cartucho 7,62×51mm NATO. É uma versão modificada do fuzil M14 usado anteriormente pelo Corpo de Fuzileiros Navais dos Estados Unidos. Todos os DMR foram feitos pela seção Precision Weapons Section (Seção de Armas de Precisão) da USMC na Quantico Station.
O Corpo de Fuzileiros Navais substituiu o DMR pelo M39 Enhanced Marksman Rifle em uma base de um por um.

## História
Em 1989, o USMC iniciou um programa para atualizar os M14 não desativados em fuzis de atirador designado, projetando-os com coronhas de fibra de vidro e novos canos. Isso foi feito pela Precision Weapons Section.